# Římskokatolická farnost Slaný
Římskokatolická farnost Slaný je jedno z územních společenství římských katolíků v kladenském vikariátu s farním kostelem sv. Gotharda.

## Kostely farnosti
| Kostel                            | Místo       | Bohoslužba                                                           |
| --------------------------------- | ----------- | -------------------------------------------------------------------- |
| sv. Gotharda                      | Slaný       | neděle, 09:00 středa, 18:00 pátek, 18:00 sobota, 17:30               |
| Nejsvětější Trojice, karmelitáni  | Slaný       | neděle 10:30 pondělí, 17:30 úterý, 17:30 čtvrtek, 17:30 pátek, 17:30 |
| Nanebevzetí Panny Marie           | Tuřany      | neděle, 11:00                                                        |
| sv. Martina                       | Zvoleněves  | neděle, 18:00                                                        |
| Stětí sv. Jana Křtitele           | Pozdeň      | 2. a 4. neděle v měsíci, 15:00                                       |
| sv. Šimona a Judy                 | Dolín       | 1. sobota v měsíci, 17:00                                            |
| sv. Víta                          | Kvílice     | 26. 12., 11:00 Velikonoční pondělí, 11:00                            |
| sv. Václava, Ovčáry               | Slaný       | 28. 9., 16:00                                                        |
| sv. Petra a Pavla                 | Hořešovice  |                                                                      |
| sv. Lukáše                        | Dřínov      |                                                                      |
| sv. Ducha                         | Neprobylice |                                                                      |
| sv. Martina                       | Třebíz      |                                                                      |
| sv. Vojtěcha                      | Drchkov     |                                                                      |
| sv. Václava                       | Bílichov    |                                                                      |
| sv. Jakuba Staršího, Lidický Dvůr | Otruby      |                                                                      |
| sv. Vojtěcha                      | Slatina     |                                                                      |

## Osoby ve farnosti
- Mgr. Jan Poříz OCD, kněz, administrátor farnosti in spiritualibus
- Mgr. Jaroslav Suroviak OCD, kněz, rektor klášterního kostela